# Maria z Oignies
Maria z Oignies (ur. ok. 1177 w Nivelles, zm. 23 czerwca 1213 w Oignies) – flamandzka beginka, błogosławiona Kościoła katolickiego.
Urodziła się w 1177 roku w miejscowości Nivelles, na terenie dzisiejszej Belgii. Rodzina, w której się wychowywała, była zamożna. Pomimo że Maria czuła powołanie do życia zakonnego, mając 14 lat, wyszła za mąż. Przekonała swojego męża, aby żyć w czystości.
Szczególnie opiekowała się trędowatymi. Słynęła za życia z licznych mistycznych wizji i daru jasnowidzenia.
Zmarła 23 czerwca 1213 roku w Oignies, w dzisiejszej Francji.
Została beatyfikowana w kościele katolickim, a dzień wspomnienia liturgicznego przypada na 23 czerwca.